# Loricella (schimmelgeslacht)
Loricella is een geslacht van schimmels uit de familie Calloriaceae. De wetenschappelijke naam van het geslacht werd in 1934 door Josef Velenovský gepubliceerd. Het geslacht komt voor in Azië en Australië.

## Soorten
Volgens Index Fungorum telt het geslacht zes soorten (peildatum februari 2022):
| Soortnaam          | Auteur(s) | Publicatiejaar |
| ------------------ | --------- | -------------- |
| Loricella alnea    | Velen.    | 1947           |
| Loricella juncina  | Velen.    | 1934           |
| Loricella loricata | Velen.    | 1934           |
| Loricella ludmilae | Velen.    | 1939           |
| Loricella minima   | Velen.    | 1947           |
| Loricella pilosa   | Velen.    | 1947           |